# Esparreguera

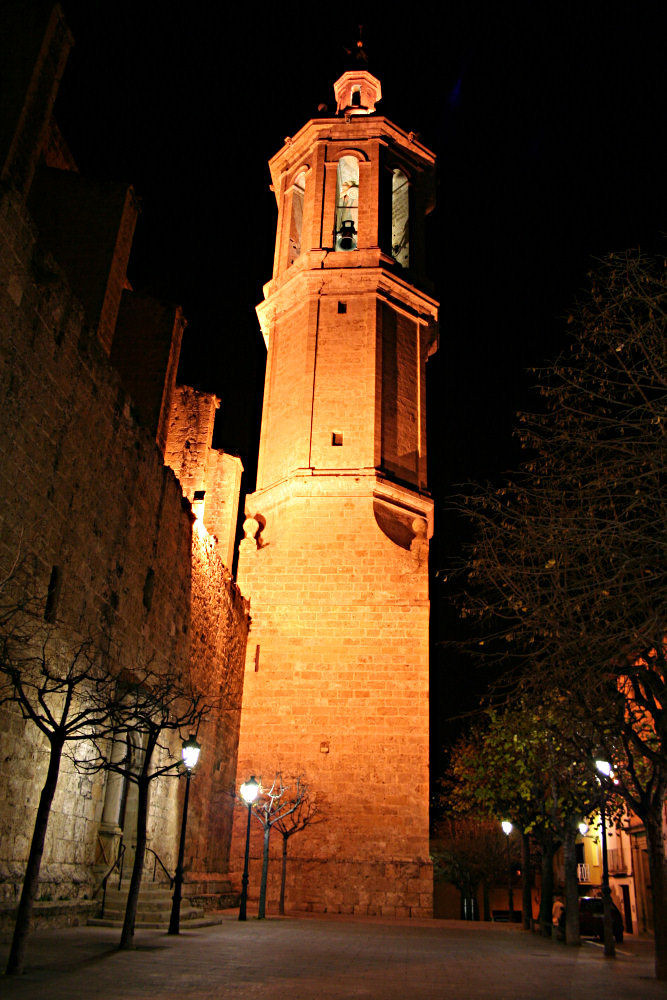
Biserica

Esparraguera este o localitate în Spania în comunitatea Catalonia în provincia Barcelona. În 2006 avea o populație de 21.145 locuitori. Este situat in comarca Baix Llobregat.
1. ↑  Nomenclátor Geográfico de Municipios y Entidades de Población (20240402 edition)
2. ↑  Redacció / La Bústia (4 septembrie 2024), Ampliació amb declaracions i més imatges: Juan Jurado, nou alcalde d’Esparreguera (în catalană), accesat în 28 octombrie 2024
3. ↑  E. F, Juan Jurado, escollit nou alcalde d'Esparreguera - 04 set 2024 (în catalană), accesat în 28 octombrie 2024
4. 1 2   http://www.idescat.cat/pub/?id=aec&n=925&t=2016 Lipsește sau este vid: |title= (ajutor)